# 信賴鈴音 ～蕭邦之夢～
《信賴鈴音 ～蕭邦之夢～》是Tri-Crescendo開發的角色扮演游戏，首度登場於Xbox 360平台，後被移植到PlayStation 3平台並追加了部分内容，日本語版名為；北美和歐洲地區版本之名稱與Xbox 360版本相同。
遊戲環繞波蘭浪漫主義鋼琴家兼作曲家弗雷德里克·肖邦。肖邦在39歲时患肺结核病逝，遊戲背景設定於肖邦弥留之际的夢境世界，其生平和部分音樂作品贯穿在故事情節中。

## 遊戲操作
遊戲沿用典型日式角色扮演游戏設定。玩家可探索世界、與非玩家角色交談、在商店買賣道具及在野外遇敵進行戰鬥。勝出戰鬥後隊伍的所有成员均可獲得金錢和經驗值（沒有出戰者之經驗值為戰鬥者的一半），累積至一定水平可自動提升等级，使各參數值上升及逐漸習得新技能。所有角色可裝備購買或獲得的武器、防具和裝飾品以增加參數值。
玩家在探索過程中可收集音樂碎片（Score Pieces）並和部分非玩家角色進行合奏（Section），按照演奏的評級结果可得到道具獎勵。

### 戰鬥系统

遊戲中的“光”或“暗”區域會影響角色的可使用技能。

遊戲允许最多三名角色上陣，雙方以回合制進行攻擊。角色的行動時間受戰術時間（Tactical Time）限制，在戰術時間完結前，角色可自由移動、攻擊或使用道具。每次命中目標的普通攻擊均可回復少量戰術時間，同时增加回響（Echo）的數值，如在儲有一定回響之時發動絕招則可使絕招威力提升，但會同時消耗所有回響。戰術時間會隨實時流逝並降至零點，隨即會輪至另一角色或敵人。在輪至敵方角色的回合時己方可防御敵攻擊。隨著劇情發展，角色的隊伍等級（Party Class）會逐漸提升，戰術時間會逐漸減少，但在後期能反擊敵攻擊及使用和聲鏈（Harmony Chain）以作絕招連攜攻擊。
接近敵人之方式會影響首輪回合之優劣勢，如在敵後方進入戰鬥可在首回合取得先制優勢；正面迎擊則按角色之速度值（Speed）決定回合次序；被敵人從後接近則會被敵方作先制攻擊。
戰鬥場地引入光暗設定：位於光區域角色會使用光系列絕招，反之會使用暗系列絕招；部分敵方怪獸在光或暗區域會改變型態、使用不同攻擊或擁有不同參數設定。

## 劇情
1849年10月16日晚上十時四十八分，弗雷德里克·蕭邦於巴黎凡登廣場12號之住宅內因肺結核臥病在床，彌留之際做了一個夢。
位於港町裡達魯旦特（Ritardando）山丘上的提诺特村（Tenuto Village），少女波露卡（Polka）與母親以販賣村落特產之花封藥為生。一天波露卡在裡達魯旦特賣藥，但由於最近法魯提政府（Forte）推出了一種價格遠為便宜的礦封藥，導致花封藥完全賣不出，不久波露卡向一名受傷男子使用了魔法（只有身患絕症的垂死之人才能使用魔法，而當時不少人認為這類疾病有傳染性），所有鎮民看見後對她避之則吉。回家後波露卡結識同樣能使用魔法的蕭邦，隨後決定前往法魯提晉見伯爵華爾滋（Count Waltz），請求停止生產礦封藥，以及在生命結束前協助更多人。二人在旅程上分別遇上裡達魯旦特孤兒亞雷格列特（Allegretto）與彼得（Beat）（二人為了提供食物予其他貧窮的小孩而經常偷取麵包，有感所有生活必需品均有重稅以決定晉見伯爵），以及薩比平原（Chorus Plain）牧羊人畢歐拉（Viola）（眾人在協助她保護羊群免受怪物襲擊後獲悉怪物乃服用過礦封藥的人）。
眾人到達法魯提請求晉見華爾滋但被拘捕入獄：政府接獲情報反政府組織安達狄諾（Andantino）將於當天前往劫獄。於獄中眾人遇上亞可可森林（Agogo Forest）守護神姊妹之姊莎露莎（Salsa），她因礦封藥的開採會影響在亞可可森林內生活之亞可可而請求停止開採但被拘捕。眾人逃獄後始遇上前來劫獄之安達狄諾成員：首領吉魯巴（Jitterbug）、法露潔多（Falsetto）和克拉蓓絲（Claves），但在會合和返回亞可石森林時被華爾滋手下喬巴（Tuba）攔截，喬巴被擊敗後發動最後一擊把眾人打落到河流中－亞雷格列特和畢歐拉跟隨吉魯巴、法露潔多和克拉蓓絲經沼澤返回安達狄諾位於安達迪（Andante）的秘密基地；蕭邦、波露卡、彼得和莎露莎被巴洛克城（Baroque）王子克列仙德（Crescendo）救起帶返巴洛克城。克列仙德向四人表示巴洛克與法魯提關係緊張，法魯提有可能發動戰爭，克列仙德曾考慮較強硬的對抗，但其未婚妻瑟蕾娜蒂（Serenade）極力反戰。
四人返回裡達魯旦特與阿雷格列特、彼得和莎爾莎之妹瑪姬（March）會合，並獲悉吉魯巴懷疑組織內有法魯提的間諜，克拉蓓絲被殺而法魯潔多不知所終。回到巴洛克後吉魯巴向克列仙特主張對法魯提主張強硬態度，在克列仙特請求吉魯巴給予考慮時間下，眾人到巴洛克城外之亞理亞神殿（Aria Temple）參觀。華爾滋手下倫多（Rondo）於頂層現身，向眾人要求交出波露卡：倫多發現了靠近波露卡的亞可可均會發出光芒並向華爾滋報告了此發現。此時法露潔多趕至並指出倫多乃殺死克拉蓓絲之凶手，眾人於擊敗倫多後返回王城卻發現克列仙特和瑟蕾娜蒂已離開：二人打算向法魯提投降換取兩城之間的和平。眾人於洛克山（Mount Rock）趕及阻止二人，卻於此時發現華爾滋已率領部隊進攻巴洛克。華爾滋無視克列仙德的求和並要求交出波露卡但被擊敗，其大臣雷卡多（Legato）於無計可施下喝下了加入發光亞可可的礦封藥，隨即變成巨型怪物並逃到了因服用礦封藥以死去的市民的異次元世界－月之街也列及（Elegy of the Moon）。眾人追擊雷卡多並於砂之巨塔（Double Reed Towers）頂樓將之消滅，其死後產生之空間裂縫卻把眾人帶到了一片廢墟之提諾特村－蕭邦認為自己必須為夢境和現實作出了結，隨即向眾人展開戰鬥。波露卡於蕭邦被擊敗後憶起自己的使命，決定跳下斷崖了解生命讓蕭邦的夢境得以繼續。蕭邦醒來後終明白波露卡乃其已死妹妹艾美莉亞（Emilia）之化身，遂決定放棄生命讓夢境結束和讓波露卡脫離不斷死亡和重生的命運。
1849年10月17日午夜二時正，醫生宣佈蕭邦離世。蕭邦靈魂離開肉身並走到鋼琴前，彈奏著由夢境啟發的旋律。

## 开发
以下引述自游戏制作人初芝弘也：
游戏玩家和古典音乐爱好者兴趣未必相同。大部分日本人都知道肖邦这个名字，但可能仅仅知道肖邦是伟大的音乐家，其他方面就不了解了。他们或许都听过肖邦的音乐，但未必一听到音乐就能联想到肖邦的名字。我试图通过在肖邦的梦境中创造一个多彩的幻想世界，让人们轻松融入这个游戏，更深刻地了解肖邦的音乐有多么伟大。
游戏的文本在本地化过程中交给波兰华沙的肖邦协会进行了校对，原因是本地化小组希望作品在不失去脚本本来风味的前提下，尽可能跟历史相符合。
2007年4月23日，ESRB为《信赖铃音》的PS3和Xbox 360版本发布了评级。ESRB於消息传出后取消了公布列表。9月11日，Bandai Namco官方网站列出了本作即将登陆PS3，并显示Xbox 360版本已完成。消息传出後公告信息再次被删除。次日，Fami通的消息证实本作会发布PS3版本。2007年9月14日，Bandai Namco正式宣布《信赖铃音》PS3日本版会在2008春季发布。
PS3版增加兩名可操縱角色克列仙多（Crescendo）和瑟蕾娜蒂（Serenade）（二人在Xbox 360版為非玩家角色）、服装更換系统及两个新迷宫；部分角色的新技能獲得級數被作出調整，劇情電腦動畫也有所增加。
《信赖铃音》收錄七部肖邦的鋼琴作品：前奏曲Op.28 No.15《雨滴》、练习曲Op.10 No.12《革命》、升C小調幻想即興曲、降E大調華麗大圓舞曲、降E大調夜曲Op.9 No.2、E大調練習曲Op.10 No.3《別離》和降A大調波蘭舞曲Op.53《英雄》，由俄羅斯鋼琴家Stanislav Bunin彈奏。其餘大部分配樂由櫻庭統創作，當中之詠嘆調《镜天花》（鏡天花）日本語版由品田昭子演唱。游戏的原声音乐以四碟装合集由King Records于2007年7月25日在日本发行，名为《信赖铃音 ~肖邦之梦~原声全集》（トラスティベル 〜ショパンの夢〜 オリジナルスコア）。

## 漫画
漫畫版的《信賴鈴音》由ASCII Media Works於旗下漫畫Dengeki Comics連載，於2008年9月27日結集成單行本。劇情與遊戲不盡相同，部分角色也沒有被收錄。

## 評價
遊戲於歐洲和美國普遍獲得正面評價。GameRankings基於28則評論而為遊戲的PS3版本給予82.39之平均分Xbox360版本則基於57則評論而給予80.32分。Metacritic基於34則評論而為PS3版本給予80之平均分，Xbox 360版本則按53則評論而給予79分。GameSpot以十分滿分中給予8.5分，認為遊戲視覺設計美觀、配樂出色、戰鬥系統新穎而且角色豐富，但承認故事發展過於線性。 IGN以十分滿分中給予Xbox 360版8.3分，認為遊戲視覺效果是Xbox 360遊戲中數一數二、戰鬥出眾、原聲大碟非常出色、故事也成功讓玩家認識了蕭邦，但也認為故事過短且缺乏世界探索；PS3版則給予8.7分，指出故事有所擴展、加入了新角色及其他遊戲內容。X-Play以五分滿中分給予3分，對戰鬥、配樂和視覺效果予以表揚但認為小遊戲和傳統RPG元素過多、以及故事欠佳。Eludamos Journal for Computer Game Culture人士Johansen Quijano-Cruz認為遊戲以藝術與文學的角度而言是出色的RPG作品，尤其是故事內容對現今社會作出了強而有力的批判。